# Подгај Петровски
Подгај Петровски је насељено место у саставу општине Петровско у Крапинско-загорској жупанији, Хрватска. До територијалне реорганизације у Хрватској налазио се у саставу старе општине Крапина.

## Становништво
На попису становништва 2011. године, Подгај Петровски је имао 260 становника.

## Попис1991.
На попису становништва 1991. године, насељено место Подгај Петровски је имало 290 становника, следећег националног састава:
| Попис 1991.‍ | Попис 1991.‍ | Попис 1991.‍ | Попис 1991.‍ | Попис 1991.‍ |
| ----------- | ----------- | ----------- | ----------- | ----------- |
|             |             |             |             |             |
| Хрвати      | Хрвати      |             | 286         | 98,62%      |
| непознато   | непознато   |             | 4           | 1,37%       |
| укупно: 290 |             |             |             |             |